# The Q-Music Sessions
Albums de Within Temptation
The Unforgiving
(2011) Hydra
(2014)
The Q-music Sessions est un album spécial de reprises de chansons fait par le groupe de metal symphonique Within Temptation et sorti en 2013, qui contient onze chansons reprises par le groupe pour la station de radio belge Q-music pour célébrer leur quinzième anniversaire. Étant donné les réactions positives des admirateurs et de l'auditoire de la station de radio, le groupe a décidé de mettre sur le marché un album spécial contenant les onze reprises de chansons.

## Liste de chansons
Titre avec l'interprète et les compositeurs
1. Grenade (Bruno Mars) (Bruno Mars, Philip Lawrence, Ari Levine, Brody Brown, Claude Kelly, Andrew Wyatt) – 3:45
2. Titanium (David Guetta) (Sia Furler, David Guetta, Giorgio Tuinfort, Afrojack) – 3:57
3. Let Her Go (Passenger) (Mike Rosenberg) – 3:43
4. Summertime Sadness (Lana Del Rey) (Lana Del Rey, Rick Nowels) – 4:06
5. Radioactive (Imagine Dragons) (Imagine Dragons) – 3:14
6. Crazy (Gnarls Barkley) (Brian Burton, Thomas Callaway, Gian Franco Reverberi, Gian Piero Reverberi) – 3:31
7. Dirty Dancer (Enrique Iglesias) (Enrique Iglesias, Nadir Khayat, Evan Bogart, Erika Nuri, David Quiñones) – 4:14
8. Don't You Worry Child (Swedish House Mafia) (Axwell, Steve Angello, Sebastian Ingrosso, John Martin Lindström, Michel Zitron) – 3:36
9. Behind Blue Eyes (The Who) (Pete Townshend) – 4:19
10. The Power of Love (Frankie Goes to Hollywood) (Peter Gill, Holly Johnson, Mark O'Toole, Brian Nash) – 3:59
11. Apologize (OneRepublic) (Ryan Tedder) – 3:25

## Chansons manquantes
Le groupe Within Temptation a aussi fait d'autres reprises de chansons à la station de radio, Little Lion Man (Mumford and Sons), Somebody That I Used to Know (Gotye), Skyfall (Adele), Smells Like Teen Spirit (Nirvana) et Paradise (Coldplay), mais les chansons n'ont pas été incluses dans l'album en raison de questions de droits d'auteurs aux artistes originaux.